# 無愛之愛
《無愛之愛》（英語：Beloved Storage），以出租女友PTGF（Part-time-girlfriend)為題材，是王韻詩執導、梁健邦編劇的電影電視作品，由盧蓁宜、黃星叡及丁主惠領銜主演，電鑽重創影像製作。影片原是以新蒲崗迷你倉為背景的小說改編，後成為香港電台「獅子山下」系列的單元劇作品，並於2018年播出。全片以迷你倉實景拍攝，由於故事內容涉及具爭議的PTGF，類近日本的援助交際，唯近年在香港的發展形式有所變化，加上影片中對另一重要的時代產物囤積症的刻劃，展露了人在現代社會生存的實照，故在公開放映時，已率先引發迴響。而片中偏向歐美的攝影風格，亦是香港電視較另類的作品。

## 劇情簡介
劇情以工業區的迷你倉開展，圍繞以倉庫為家的PTGF少女 （盧蓁宜 飾），與利用身份暗中安裝鏡頭偷窺她的迷你倉管理員（黃星叡 飾）日常。兩人在城市被遺棄的角落朝夕相處，互不知道對方的秘密下情感曖昧，直到少女提出想到管理員家借宿一晚，比起難以拋開的道德，他更不願面對家中與垃圾為伴的囤積症母親（丁主惠 飾）。

## 人物角色
| 演員   | 備註             |
| ------ | ---------------- |
| 盧蓁宜 | PTGF春琴         |
| 黃星叡 | 迷你倉管理員家雄 |
| 丁主惠 | 家雄母親         |

## 製作團隊
- 監製：羅志華
- 執行監製：王韻詩
- 導演：王韻詩
- 劇本：梁健邦
- 攝影指導：黃錫強
- 美術指導：余逢傑
- 剪接：梁健邦
- 音效設計：陳智豐
- 製作：電鑽重創影像